# Стригіль
Стри́гіль (лат. strigilis, дав.-гр. στλεγγίς, стленгіс) — металева скребачка у формі серпа, яку використовували атлети у Стародавній Греції, а також у Стародавньому Риму для очищання тіла, масажу. Перед купанням тіло змащували олією, а після видаляли її стригілем разом з брудом. Стригіль використовували також атлети після вправ та змагань — зчистити з тіла пісок і піт.

## Етимологія
Латинське strigilis, як припускають, походить від пра-і.є. *streig- («гладити», «терти»); і вважається спорідненим з давн-англ. stracian («гладити»), нім. streichen («гладити», «терти»), а також слов'янським стригти.

## Опис
Завдяки численним знахідкам та зображенням, ми можемо мати досить повне уявлення про цей предмет вжитку. Стригілі розрізнювалися залежно від статусу власника, періоду тощо. Матеріалом для скребачки слугувала бронза або залізо. Металеве полотно утворювало вигин, продовжений ручкою. Могли існувати й модифікації: давньогрецький софіст Гіппій Елідський, повідомляють, мав скребачку власної конструкції, спорядженую жолобком-каналом для стікання поту і олії. Згідно з Плутархом, спартанці уживали замість стригіля стебла очерету.

## Історія
В архаїчну добу про використовування стригіля невідоме. Поеми Гомера свідчать: духмяна олія, що наносили після купання на тіло, залишалася на ньому, а не видалялася скребачкою. Стригілі не з'являються у літературі і пізніше, аж до кінця V ст. до н. е., втім, відомі їхні зображення на вазах, датованих VI століттям. У четвертому столітті скребачки для тіла вже зображують не тільки на вазах, скіфосах, але й у руках статуй. Деякі припускають, що стригіль могли носити і як налобну прикрасу: знайдене поховання V ст., зі стригілем впоперек лоба. Відомі три чоловічих давньогрецьких поховання, датованих III ст. — всі зі залізними стригілями, а також численні етруські жіночі поховання: там знаходять і срібляні стригілі. Приховані зображення стригіля зустрічаються і на рельєфах: так, наприклад, вважають, що хвилясті узори у вигляді S-подібних кривих на мармуровому «стригільному» саркофазі з Абатства Сен-Віктор (Марсель), є зображеннями стригілів. Аналогічні мотиви присутні на одному з давньогрецьких саркофагів.

## Галерея

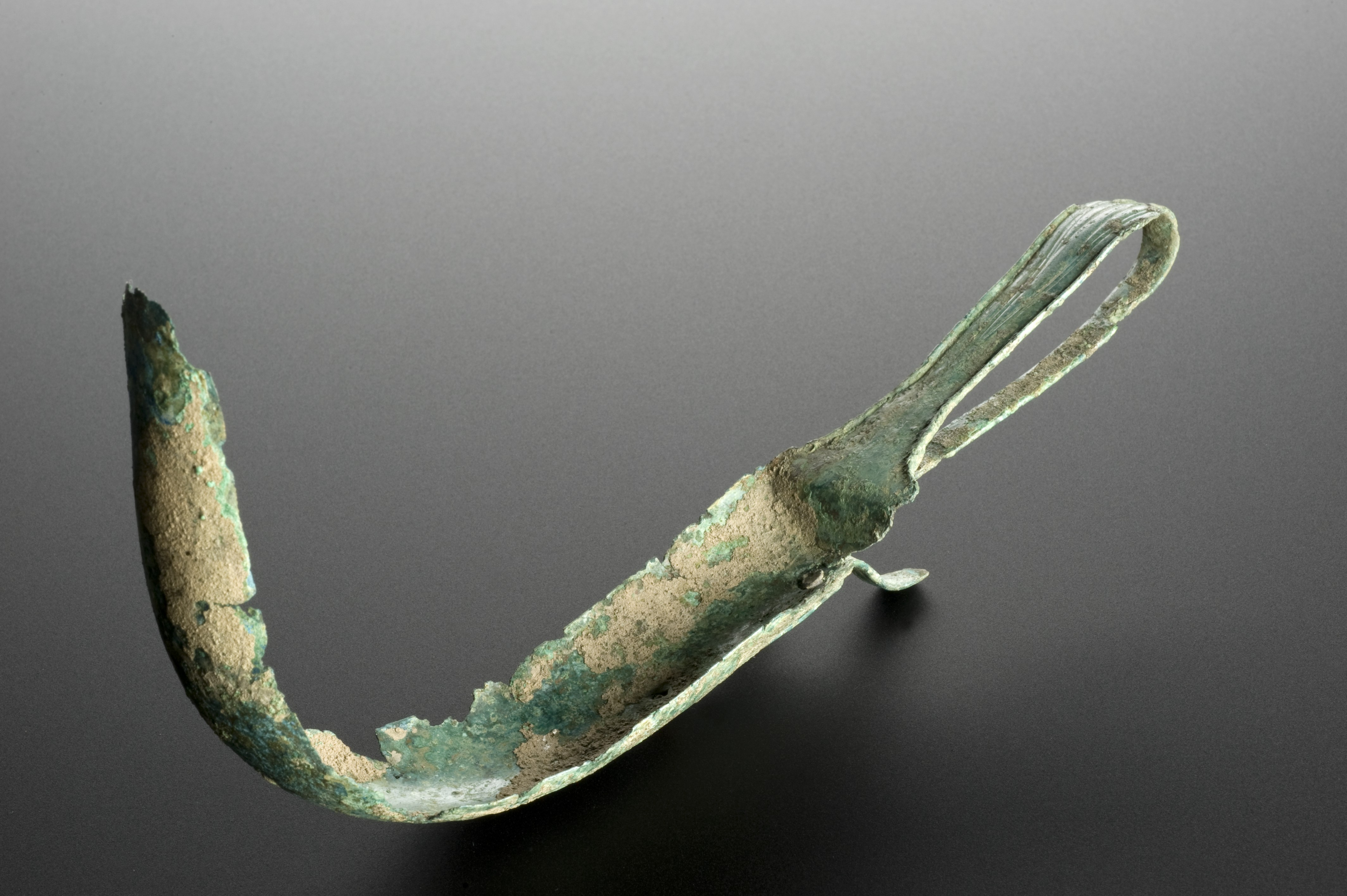
Римський бронзовий стригіль, датований 199 р. до н. е. — 500 р. н. е.
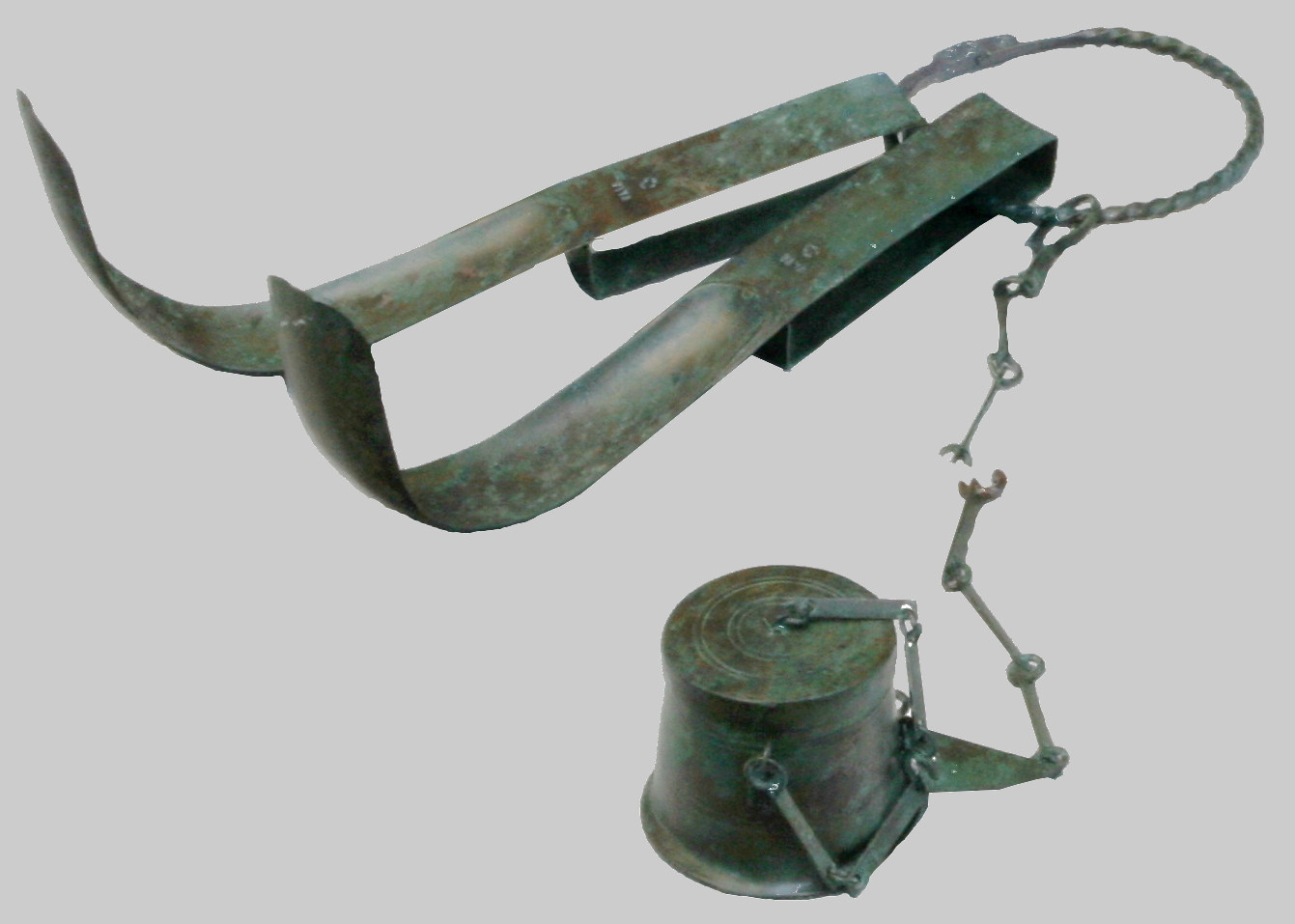
Римські стригілі разом з арибалом — посудиною для олії. І ст. до н. е.
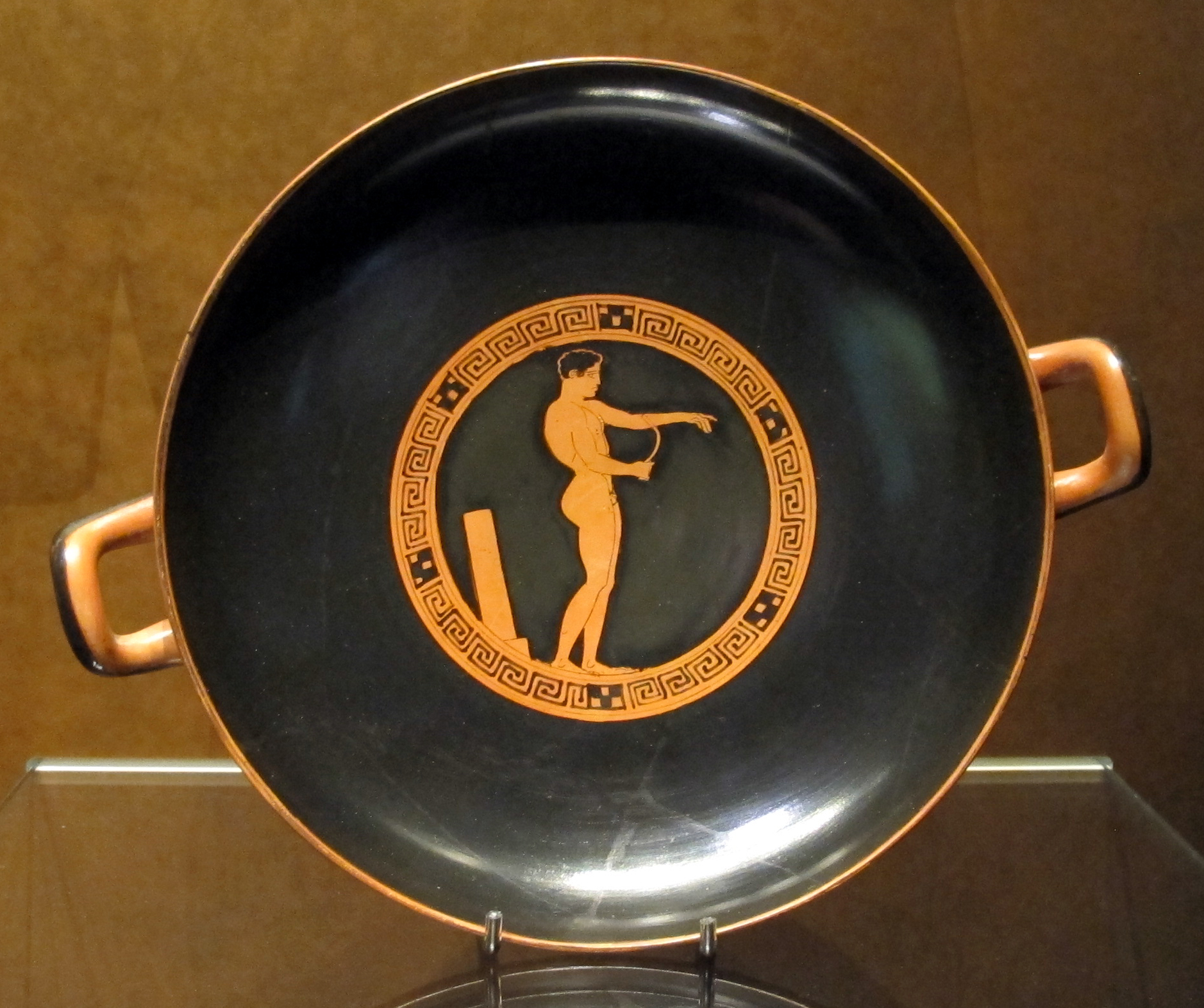
Грецький атлет зі стригілем на червонофігурному килику, 430-420 р.р. до н. е.
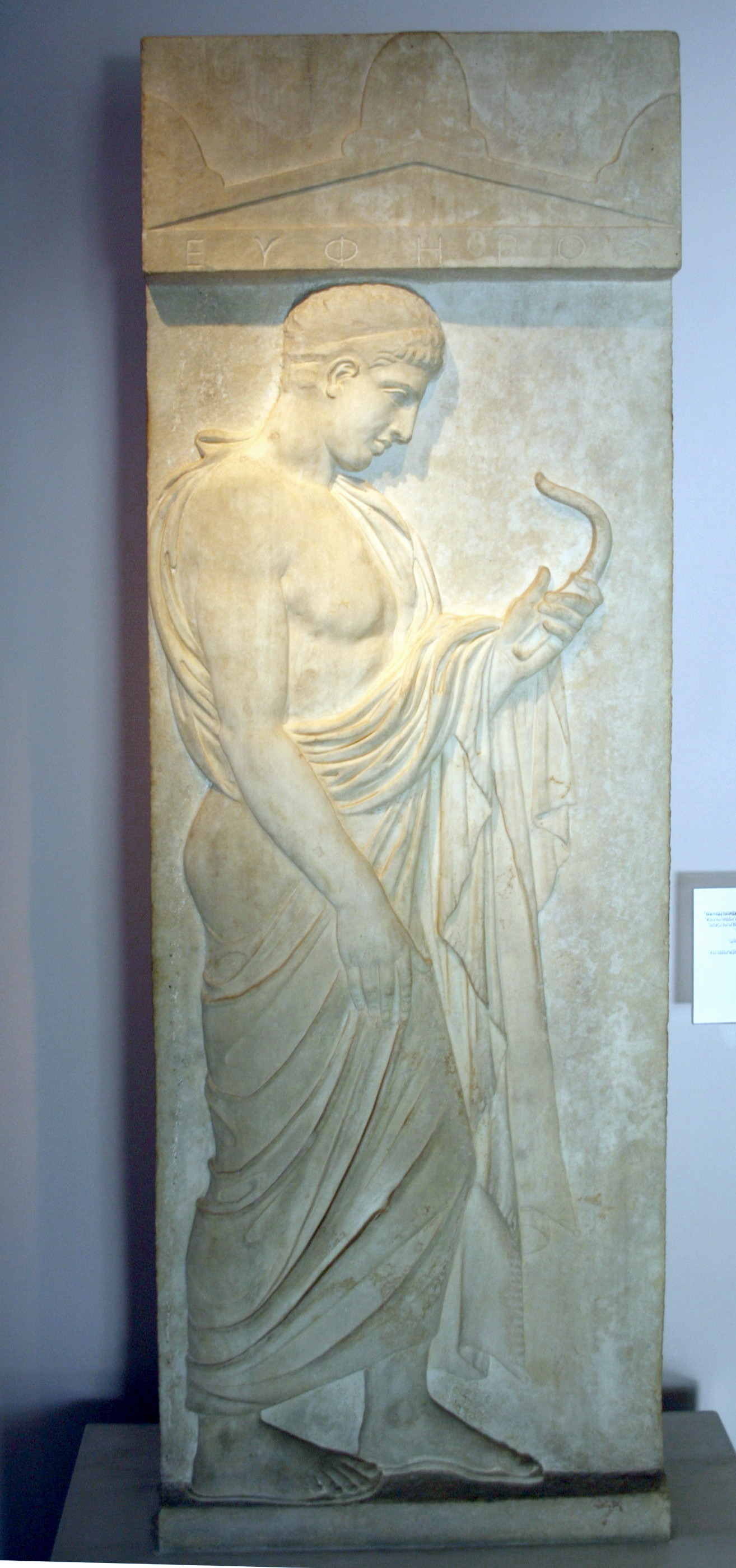
Атлет зі стригілем. Надгробна стела з Музею Кераміка (Афіни), 420 р. до н. е.
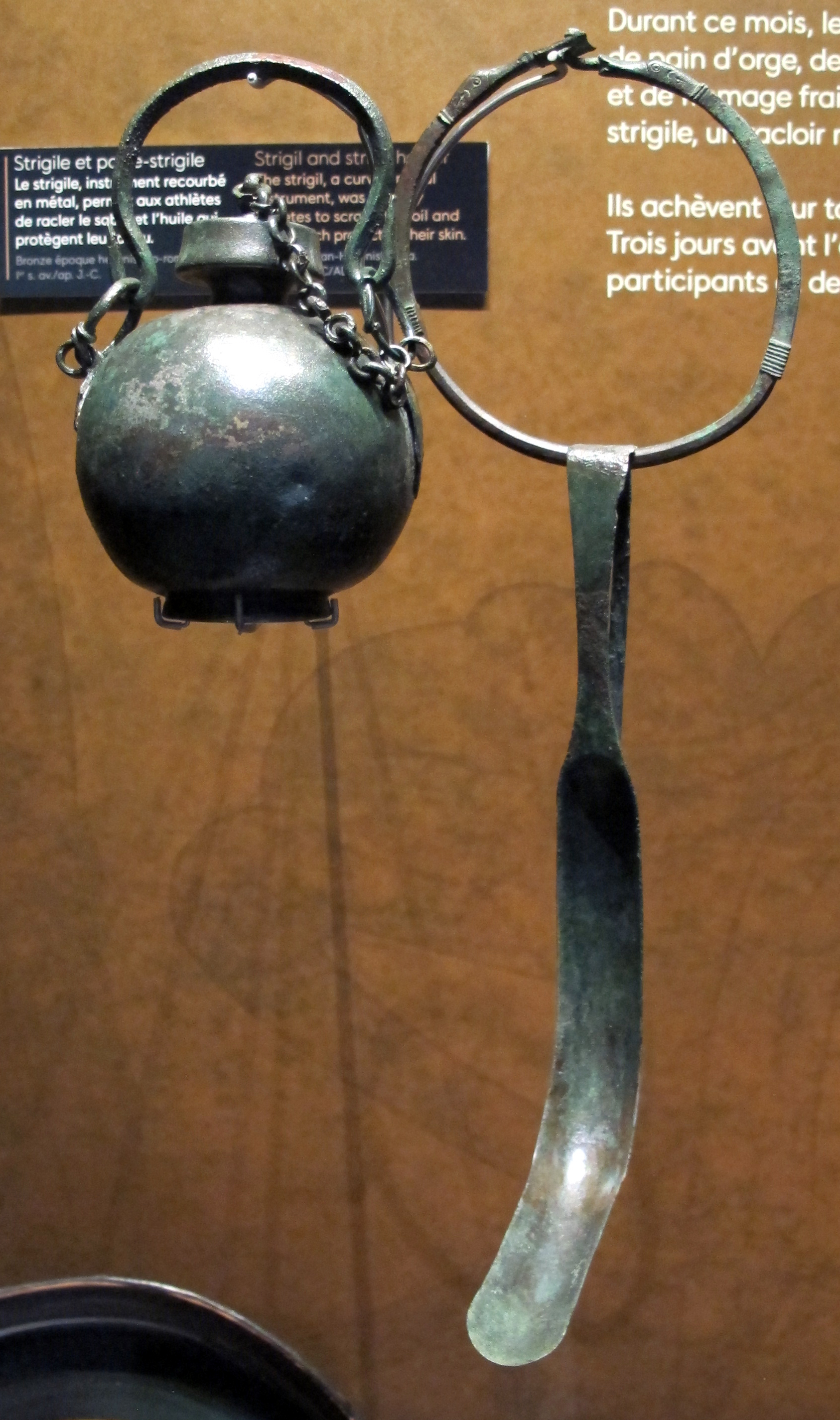
Стригіль і посудина для олії. І ст. н. е.
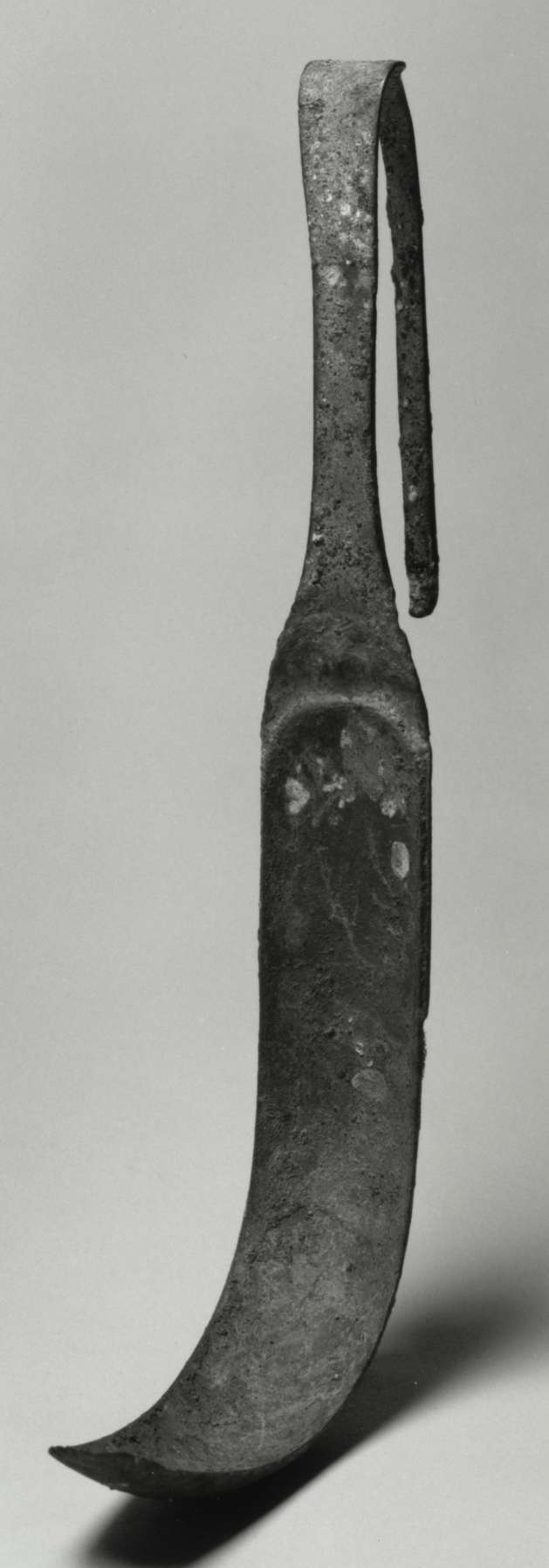
Римський стригіль І ст. н. е. Художній музей Волтерс
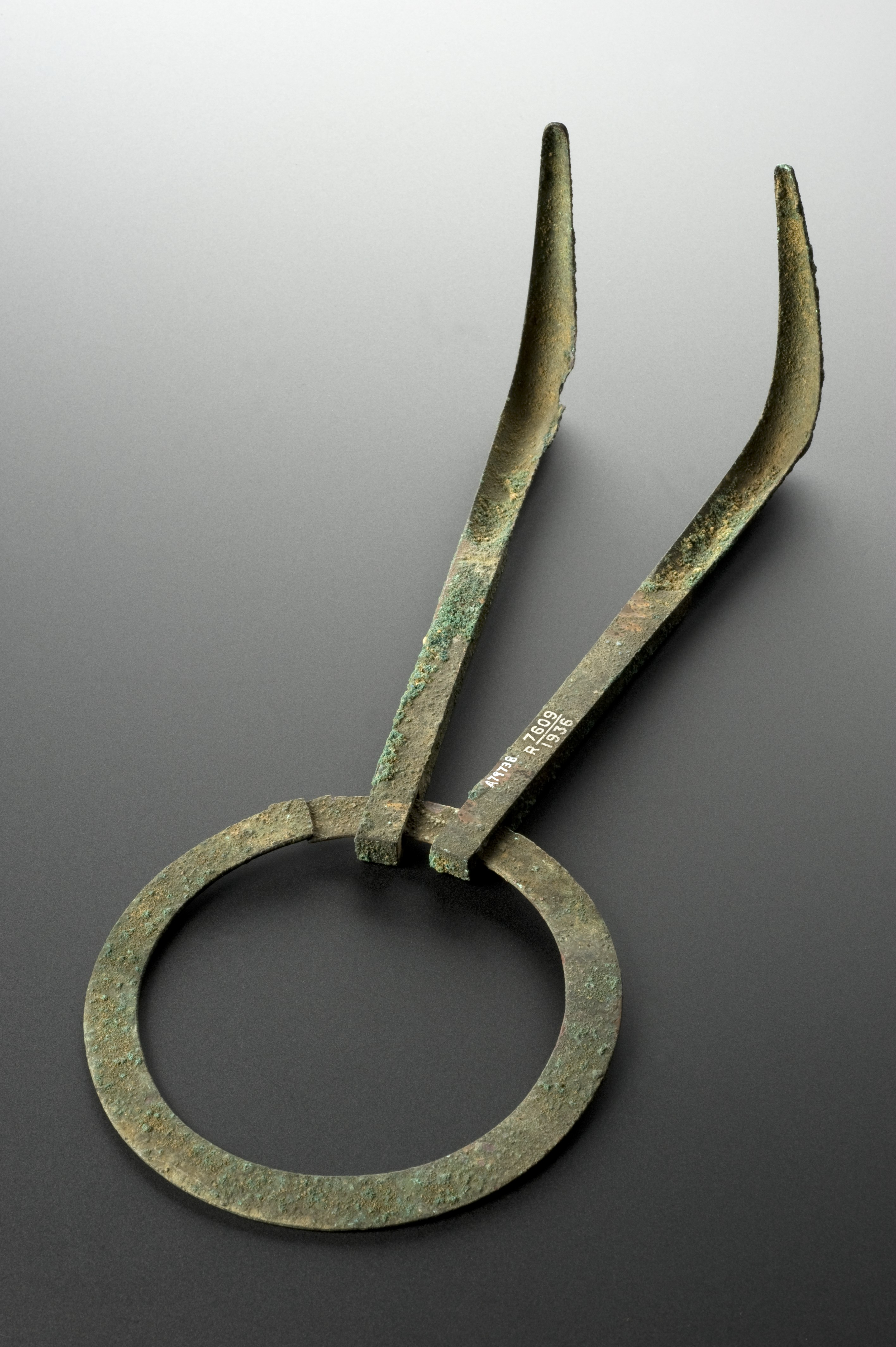
Римські бронзові стригілі. 199 р. до н. е. - 500 р. н. е.
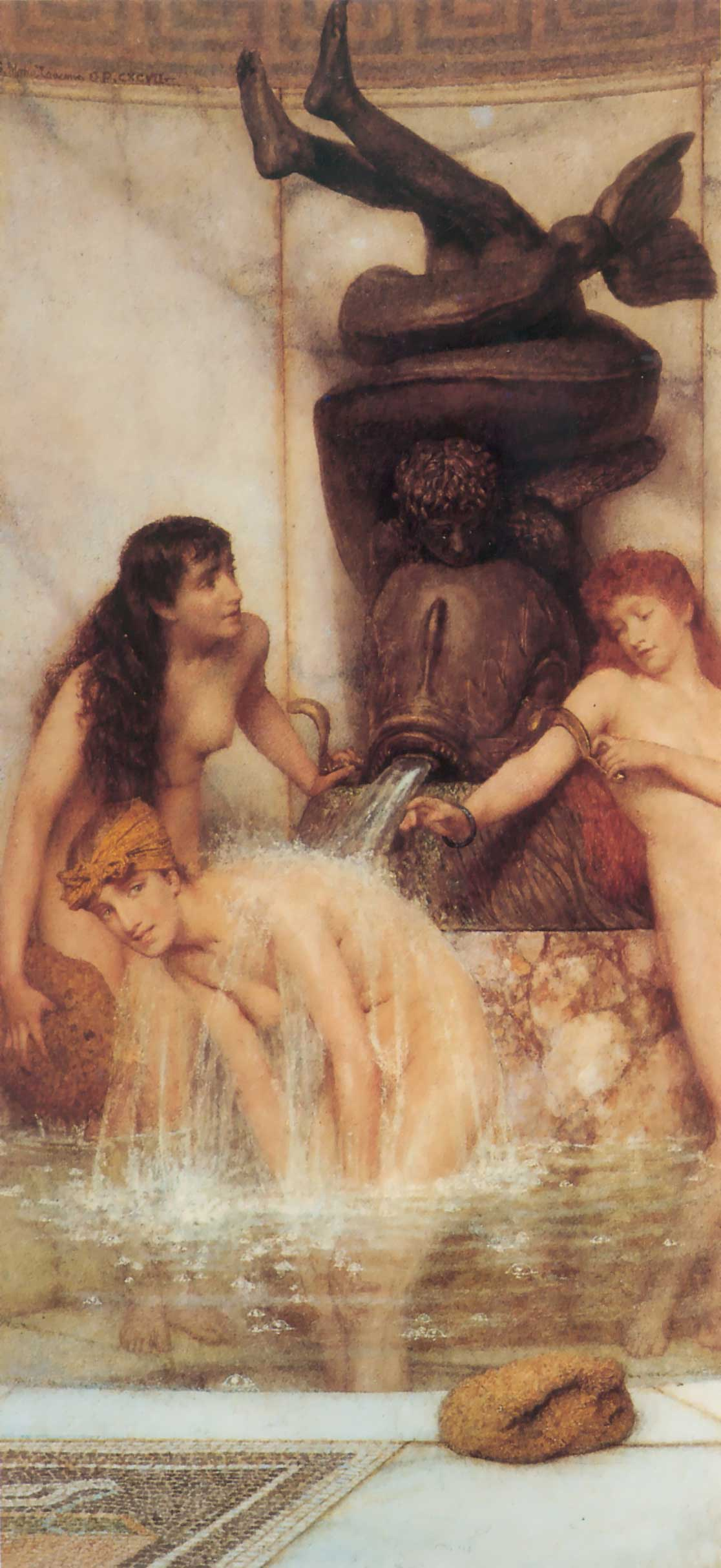
Стригілі на акварелі Альма-Тадеми
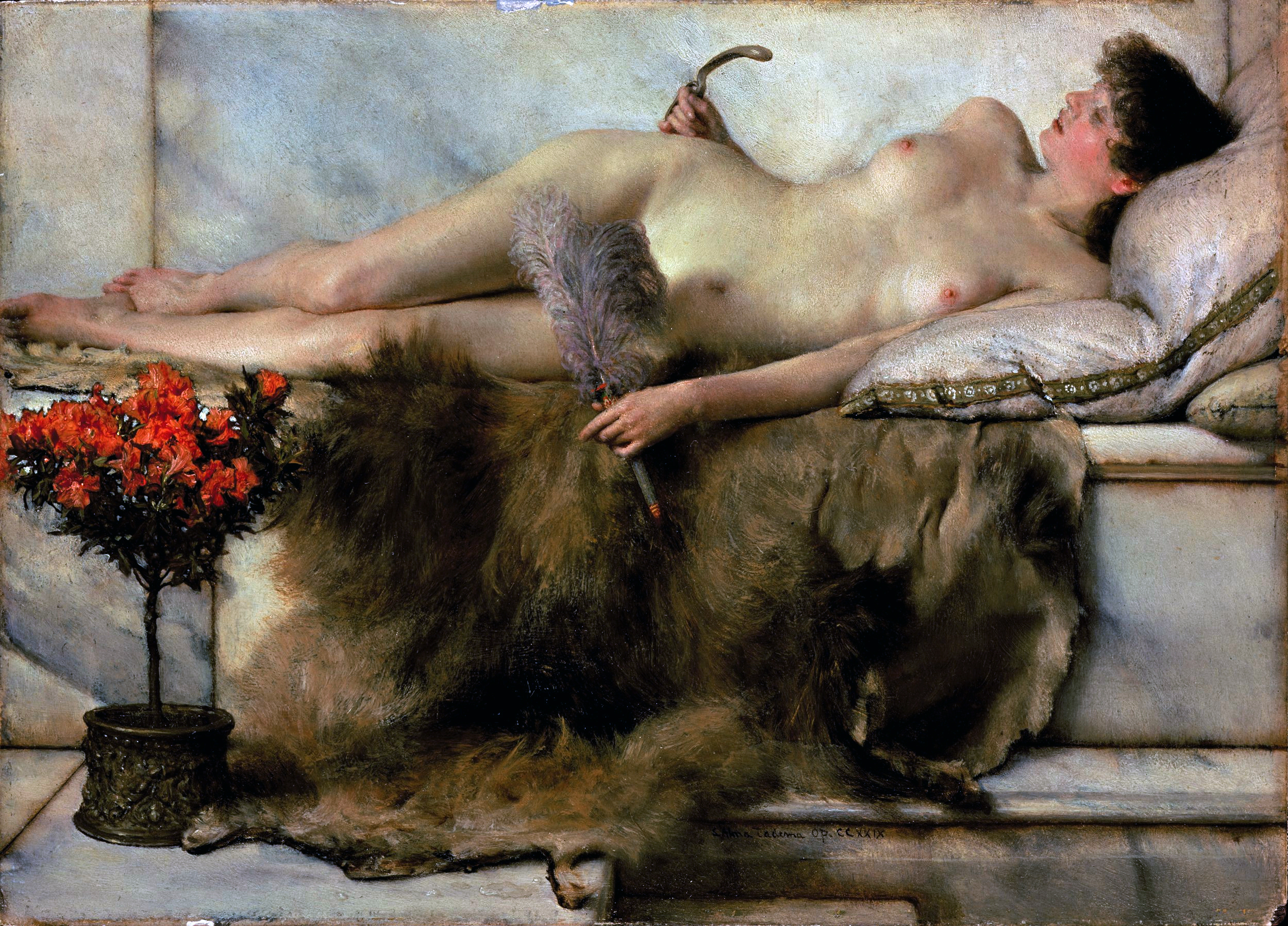
Стригіль у руці римлянки на картині Л. Альма-Тадеми «У тепідарії»